# Торгаска (река)
Торгаска — река в Ишимбайском районе Башкортостана, правый приток Тора. Длина — 16 км.
По берегу реки расположены село Ромадановка и хутор Кузнецовский. Высота устья — ниже 213 м над уровнем моря.